# Troy, Ohio
Troy là một thành phố thuộc quận Miami, tiểu bang Ohio, Hoa Kỳ. Năm 2010, dân số của thành phố này là 25058 người.

## Dân số
- Dân số năm 2000: 21999 người.
- Dân số năm 2010: 25058 người.